# Conferência Socialista de Kienthal
A Conferência Socialista de Kienthal foi uma reunião do movimento internacional socialista, ocorrida de 24 a 30 de abril de 1916 na  vila de Kienthal (ou Kiental), no cantão de Berna, na Suíça. Essa conferência deu sequência à de Zimmerwald, realizada no ano precedente, também no cantão de Berna. 

## História
Participaram nesta conferência 43 delegados socialistas de 10 países, entre os quais três representantes do Comitê Central do Partido Operário Social-Democrata Russo (POSDR), liderados por Lenin.
Na Conferência foram debatidas as seguintes questões:
1. Luta pela cessação da guerra;
2. Atitude do proletariado para com os problemas da paz;
3. Agitação e propaganda;
4. Atividade parlamentar;
5. Luta de massas
6. Convocação do Bureau Socialista Internacional.

Lenin considerou que as resoluções da Conferência significaram "um passo em frente na causa da coesão dos internacionalistas, em sua luta contra a guerra imperialista".